# ハコエビ
ハコエビ（箱海老）Linuparus trigonus はイセエビ科に分類されるエビの一種。温暖でやや深い海の砂泥底に生息し、食用にもなる大型種である。方言呼称としてゾウエビ（象海老）、ドロエビ（泥海老）などもある。

## 特徴
成体の体長は30-40cmほどで、イセエビに匹敵する大型種である。甲は堅く、全面に小顆粒があり、つやがない。外見はイセエビにも似るが、イセエビに比べて棘や突起は少ない。頭胸甲の中ほどに頸溝があって、前後が明らかに仕切られる。頸溝より後ろでは背面中央と左右に計3本の稜（キール）が走り、体の断面が五角形をなす。腹部の各節には1本の横溝があるが、後半の第4-6腹節では背面中央の稜線で中断される。体色はほぼ赤褐色だが、生体の甲の縁や関節部は黄白色で縁取られる。
第2触角は扁平で先が尖り、体長と同じくらいの長さがある。イセエビ科は第2触角つけ根の関節から触角を後方に曲げられるのが普通だが、ハコエビ属は触角を後方に曲げられず、常に前方に突き出している。第2触角の間に細く短い第1触角がある。また、メスは第5歩脚の先端に小さな鉗をもつ。
属名 Linuparus は、イセエビ属 Panulirus と同様にヨーロッパイセエビ属 Palinurus のアナグラムである。種小名 trigonusは「三つの角を持つ」という意味で背面の3稜に因み、和名もまたその角張った体型が箱を想起させることに由来する。英名の一つ"Japanese spear lobster"は前に突き出た触角を槍に見立てたものである。
アフリカ東岸から日本、ハワイ、オーストラリアまで、インド洋と西太平洋の熱帯・亜熱帯海域に広く分布する。日本では島根県・千葉県以西の沿岸域に分布する。
水深20-300mほどのやや深い海の砂泥底に生息するが、日本近海では水深70-120mに多い。アフリカ東岸では水深324mの岩礁域から漁獲された記録もある。
日本では刺し網や底引き網などで漁獲され食用になるが、イセエビやウチワエビほどの漁獲量はなく、市場に出回ることは少ない。

## 近縁種
ハコエビ属 Linuparus には4種が属する。
- Linuparus meridionalis Tsoi, Chan & Chu, 2011
- Linuparus somniosus Berry & George, 1972
- Linuparus sordidus Bruce, 1965 オキナハコエビ
- Linuparus trigonus (von Siebold, 1824) ハコエビ